# Apple TV Channels
Pour les articles homonymes, voir Apple TV.
Apple TV Channels, ou les chaînes Apple TV, sont un espace qui permet de s'abonner à différents services de vidéo à la demande au sein de l'application TV d'Apple.

## Histoire et fonctionnalités
Ce service est annoncé en mars 2019 en même temps que la refonte de l'application TV d'Apple, et de la diversification de la marque dans les services, dont Apple TV+. Le service est conçu pour simplifier les abonnements de différents services de « VOD » en les rendant accessibles dans un seul espace consacré à la vidéo à la demande, de sorte que le consommateur n'ai pas besoin d'utiliser un mécanisme d'inscription pour chaque service ou d'afficher le contenu via l'application ou le site Web de chaque service,.
Ce service est fait pour concurrencer des services similaires tels que Amazon Channels, Hulu Add-Ons aux États-Unis, ou Canal+ et ses différentes offres (dans une moindre mesure) en France, qui sont des services plus ou moins similaires et qui permettent également de s'abonner à divers services de vidéo à la demande en un seul endroit.
Le mode de paiement peut également être centralisé via le propre service de facturation d'Apple[pertinence contestée].
Le contenu proposé par les différentes Apple TV Channels peut également être téléchargé sur l'appareil pour une visualisation hors ligne, et les abonnements peuvent via un groupe familial iCloud être partagés avec 5 autres personnes[pertinence contestée].

## Chaînes
Les partenaires incluent notamment Showtime, Cinemax, Starz, Epix, AMC+, Mubi et Paramount+ aux États-Unis.
Cependant en France, le nombre de partenaires proposant une Apple TV Channel est plus faible, on peut ainsi retrouver Explore, Mubi, Noggin et Paramount+ ou le MLS Season Pass.
| Chaîne                       | Éditeur                   | Date de lancement |
| ---------------------------- | ------------------------- | ----------------- |
| MUBI                         | Mubi                      | 1er août 2019     |
| Apple TV+                    | Apple Inc                 | 1er novembre 2019 |
| Noggin by Nickelodeon Junior | Paramount Networks France | 17 septembre 2020 |
| Explore                      | Groupe Mediawan           | 18 mars 2021      |
| Paramount+                   | Paramount Networks France | 1er décembre 2022 |
| MLS Season Pass              | MLS / Apple Inc           | 1er février 2023  |

### Site officiel
- Site officiel